# Herman Wouk
Œuvres principales
- Ouragan sur le Caine (1951)
- Le Souffle de la guerre (1971)
- Les Orages de la guerre (1978)

Herman Wouk, né le 27 mai 1915 à New York et mort le 17 mai 2019 à Palm Springs, est un écrivain américain, auteur de best-sellers et de romans notables tels que Ouragan sur le Caine, Le Souffle de la guerre et Les Orages de la guerre.

## Biographie
Né à New York, Herman Wouk est issu d'une famille juive émigrée de Russie. Après une enfance et une adolescence dans le Bronx et après avoir fréquenté la Townsend Harris High School, il obtient un baccalauréat en arts à l'université Columbia en 1934, où il étudie sous la tutelle d'Irwin Edman. Peu après, il devient scénariste à la radio, travaillant pour Joke factory, animée par David Freedman et travaille plus tard avec Fred Allen. En 1941, il écrit des spots publicitaires à la radio, pour les War bonds, les fameuses obligations de guerre américaines.
Son premier roman, The Man in the Trenchcoat est publié en 1941. Son style de vie est plutôt laïc, mais, approchant de la trentaine, il se décide à adopter une manière de vivre plus traditionnelle et représentative de la communauté juive. Dès lors, Herman Wouk commence chaque journée par la lecture d'un texte religieux en hébreu.
Lors de la Seconde Guerre mondiale, il rejoint l'US Navy et participe aux campagnes du Pacifique, une expérience qu'il décrit plus tard comme instructive : « J'ai appris sur les machines, j'ai appris comment les hommes se comportent sous la pression, et j'ai appris sur les Américains ». Promu officier à bord de deux destroyers, l'USS Zane et l'USS Southard, il devient commandant en second de ce dernier.
Il commence alors à écrire son roman, Aurora Dawn lorsqu'il n'est pas en service à bord du navire. Wouk envoie une copie des premiers chapitres à Irwin Edman qui en fait parvenir quelques pages à un éditeur new-yorkais. Il s'ensuit un contrat avec la maison d'édition qui est envoyé au navire de Wouk, qui était alors près de la côte d'Okinawa. Le roman est publié en 1947 et sélectionné par le Book of the Month Club. Son troisième roman, City Boy: The Adventures of Herbie Bookbinder est un échec commercial lors de sa publication initiale, en 1948 ; peut-être, comme le suggère Wouk, à cause de l'excitation médiatique causée par le roman de Norman Mailer, Les Nus et les Morts.
Son roman suivant, Ouragan sur le Caine rencontre un gros succès, en faisant l'une des œuvres les plus importantes de sa carrière, il sera consacré par le prix Pulitzer de 1952 ; il y décrit ses expériences à bord des dragueurs de mines durant la Seconde Guerre mondiale. Le roman est adapté dans une pièce de Broadway qu'il supervise lui-même, The Caine Mutiny Court-Martial ; puis dans un film avec Humphrey Bogart interprétant le capitaine Queeg, capitaine du destroyer fictif, le DMS Caine.
Il se marie à Betty Sarah Brown en 1945, ils auront trois fils. Il devient écrivain à plein temps pour subvenir aux besoins de sa famille grandissante. Son fils aîné, Abraham Isaac Wouk, meurt dans un tragique accident pendant son enfance ; Herman Wouk lui dédie plus tard son roman Les Orages de la guerre, en 1978 avec des références bibliques. Parmi les romans qui suivent son Ouragan sur le Caine on peut citer Marjorie Morningstar (1955), Youngblood Hawke (1962) et Don't Stop the Carnival (1965). La première œuvre non fictive d'Herman Wouk est This is My God : The Jewish Way of Life qui défend et explique le judaïsme orthodoxe.
Dans les années 1970, Herman Wouk publie ses deux romans les plus ambitieux, Le Souffle de la guerre (1971) et Les Orages de la guerre (1978). Il décrit ce dernier, qui présente une accablante illustration de l'Holocauste, comme « l'histoire la plus importante que j'aie à raconter ». Les deux romans ont été adaptés dans de très populaires séries télévisées. Bien que tournés dans un intervalle de temps assez étendu, ils sont tous deux réalisés par Dan Curtis et joués par Robert Mitchum qui interprète le capitaine Victor « Pug » Henry, le personnage principal.
Herman Wouk engage de jeunes historiens hautement qualifiés pour l'aider dans ses recherches pour les romans historiques suivants, et leurs détails sont très rigoureux. Les experts ont décrit Ouragan sur le Caine comme l'une des meilleures représentations de la vie quotidienne à bord des navires américains lors de la Seconde Guerre mondiale.
En 1998, Herman Wouk reçoit le Guardian of Zion Award. Sa femme Betty meurt en 2011. Il lui survit, à Palm Springs, en Californie, jusqu'à sa mort à près de 104 ans, en 2019.

## Œuvres

### Romans et essais
- 1941 : The Man in the Trench Coat
- 1947 : Aurora Dawn
- 1948 : City Boy : The Adventures of Herbie Bookbinder
- 1951 : The Caine Mutiny, prix Pulitzer Ouragan sur le Caine
- 1955 : Marjorie Morningstar
- 1956 :  Slattery's Hurricane La Furie des tropiques
- 1957 : Nature's Way
- 1959 : This is My God : The Jewish Way of Life (essai)
- 1962 : Youngblood Hawke
- 1965 : Don't Stop the Carnival La Fête continue
- 1968 : The Lomokome Papers
- 1971 : The Winds of War Le Souffle de la guerre
- 1978 : War and Remembrance Les Orages de la guerre
- 1985 : Inside, Outside
- 1993 : The Hope Israël
- 1994 : The Glory
- 2000 : The Will to Live on : The Resurgence of Jewish Heritage
- 2004 : A Hole in Texas

### Pièces de théâtre
- 1951 : The Traitor
- 1953 : The Caine Mutiny Court-Martial

### Scénarios de films
- 1953 : La Petite Constance (Confidentially Connie)
- 1956 :  La Furie des tropiques (Slattery's Hurricane) en participation avec Richard Murphy
- 1964 : Youngblood Hawke en participation avec Delmer Daves
- 1988 : Ouragan sur le Caine : Le Procès (The Caine Mutiny Court-Martial) de Robert Altman
- 2023 : L'Affaire de la mutinerie du Caine (The Caine Mutiny Court-Martial) de William Friedkin (scénarisé par Wiliam Friedkin d'après sa pièce de théâtre)